# Lucillo (Spagna)
Lucillo è un comune spagnolo di 494 abitanti situato nella comunità autonoma di Castiglia e León.